# 阿杜拉奇·南库
阿杜拉奇·南库（1997年11月2日—），泰國男子羽毛球運動員。

## 簡歷
2015年11月，阿杜拉奇·南库代表泰國出戰在秘魯利馬舉行的世界青年羽毛球錦標賽，打進男子單打比賽四強，拿得季軍。

## 主要比賽成績
只列出曾進入準決賽的國際賽事成績：
| 年份   | 賽事                     | 公開賽級別 | 項目     | 成績   |
| ------ | ------------------------ | ---------- | -------- | ------ |
| 2014年 | 世界青年羽毛球錦標賽     | 其他       | 混合團體 | 季軍   |
| 2015年 | 世界青年羽毛球錦標賽     | 其他       | 男子單打 | 季軍   |
| 2017年 | 亞洲羽毛球混合團體錦標賽 | 其他       | 混合團體 | 季軍   |
| 2017年 | 蘇迪曼盃                 | 其他       | 混合團體 | 季軍   |
| 2017年 | 東南亞運動會羽毛球比賽   | 其他       | 男子團體 | 銅牌   |
| 2017年 | 印尼羽毛球國際挑戰賽     | 國際挑戰賽 | 男子單打 | 準決賽 |
| 2018年 | 世界大学生羽毛球锦标赛   | 其他       | 混合團體 | 冠軍   |
| 2018年 | 印度羽毛球國際挑戰賽     | 國際挑戰賽 | 男子單打 | 準決賽 |
| 2019年 | 伊朗羽毛球國際挑戰賽     | 國際挑戰賽 | 男子單打 | 準決賽 |
| 2019年 | 尼泊爾羽毛球國際挑戰賽   | 國際挑戰賽 | 男子單打 | 亞軍   |
| 2019年 | 印度羽毛球國際挑戰賽     | 國際挑戰賽 | 男子單打 | 準決賽 |

| 2007-2017年 | 首要超級賽 | 超級賽 | 黃金大獎賽 | 大獎賽 | 國際挑戰賽 | 國際系列賽 | 未來系列賽 | 其他 |

| 2018-2026年 | 總決賽 | 超級1000賽 | 超級750賽 | 超級500賽 | 超級300賽 | 超級100賽 | 國際挑戰賽 | 國際系列賽 | 未來系列賽 | 其他 |